# Chiesa di San Paolo (Sarnico)
La chiesa di San Paolo è un edificio di culto di Sarnico, della provincia e Diocesi di Bergamo.

## Storia
Nel 1428 fu edificata una piccola chiesa sui resti di un antico castello, forse con cappella privata, della famiglia Marenzi come indicato in un documento conservato nell'archivio della chiesa parrocchiale di San Martino vescovodi Sarnico che cita:
(Archivio parrocchiale della chiesa di San Martino)
Una bolla pontificia del 1120 citerebbe:  “Curtis de Sarnega cum tribus capellis” e questo ne confermerebbe l'ipotesi. Furono inoltre individuate nei restauri della seconda metà del Novecento, due feritoie facenti parte delle mura esterne dell'antico maniero.
Negli ultimi anni del Quattrocento furono rimosse le capriate del tetto con due arcate murarie a sesto acuto. Nel 1623 l'edificio fu completamente rivisitato come indica un'epigrafe posta sulla parete a oriente che riporta il nome di Lodovico de Alleidi allora parroco che benedisse la nuova aula. Durante i lavori furono inseriti arredi barocchi come era d'uso nel tempo, con la copertura del grande affresco posto sul coro absidato, e il rifacimento dell'altare maggiore.
Il XVIII secolo vide la chiesa nuovamente oggetto di modifiche con la posa del nuovo ingresso nel 1724, a questo rimase incorporato un travetto di quello antico risalente al 1493. Le modifiche furono eseguite anche sulla finestre con il ribassamento dei battenti di due metri. Il nuovo altare in marmo fu inserito nell'Ottocento con la rimozione un'ancona lignea che conservata l'affresco della Madonna Addolorata d'autore ignoto.

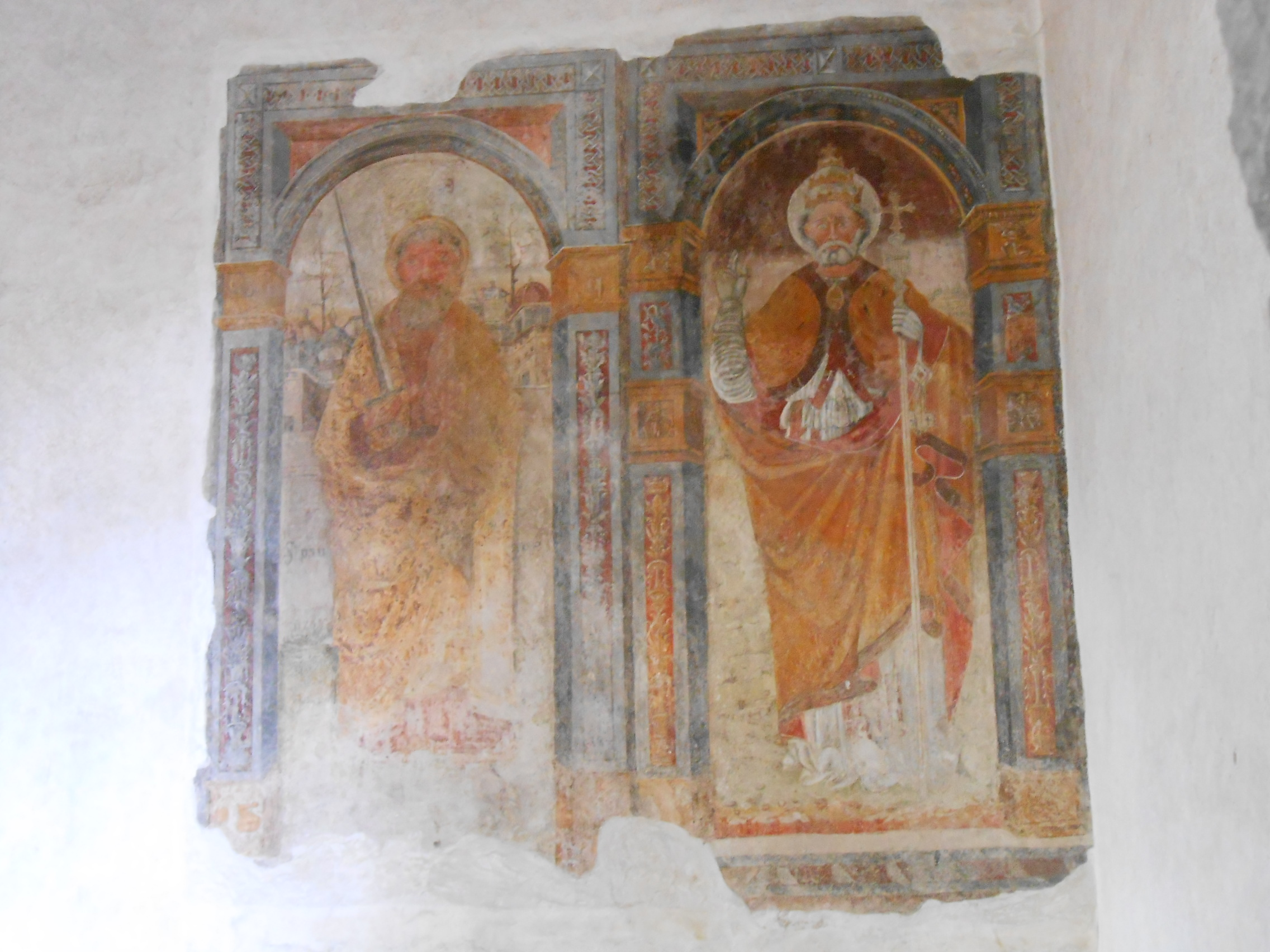
Chiesetta di San Paolo, Santi Pietro e Paolo

Nella seconda metà del Novecento, grazie all'interessamento di don Giovanni Ferraroli, la chiesa fu restaurata e riportata, per quanto possibile, alla sua struttura originaria. L'affresco della Madonna con Cristo morto nuovamente inserita nella sua cornice originaria mentre quello marmoreo venne utilizzato per la creazione dell'altare comunitario, rivolto verso l'aula, come indicato nel concilio Vaticano II.

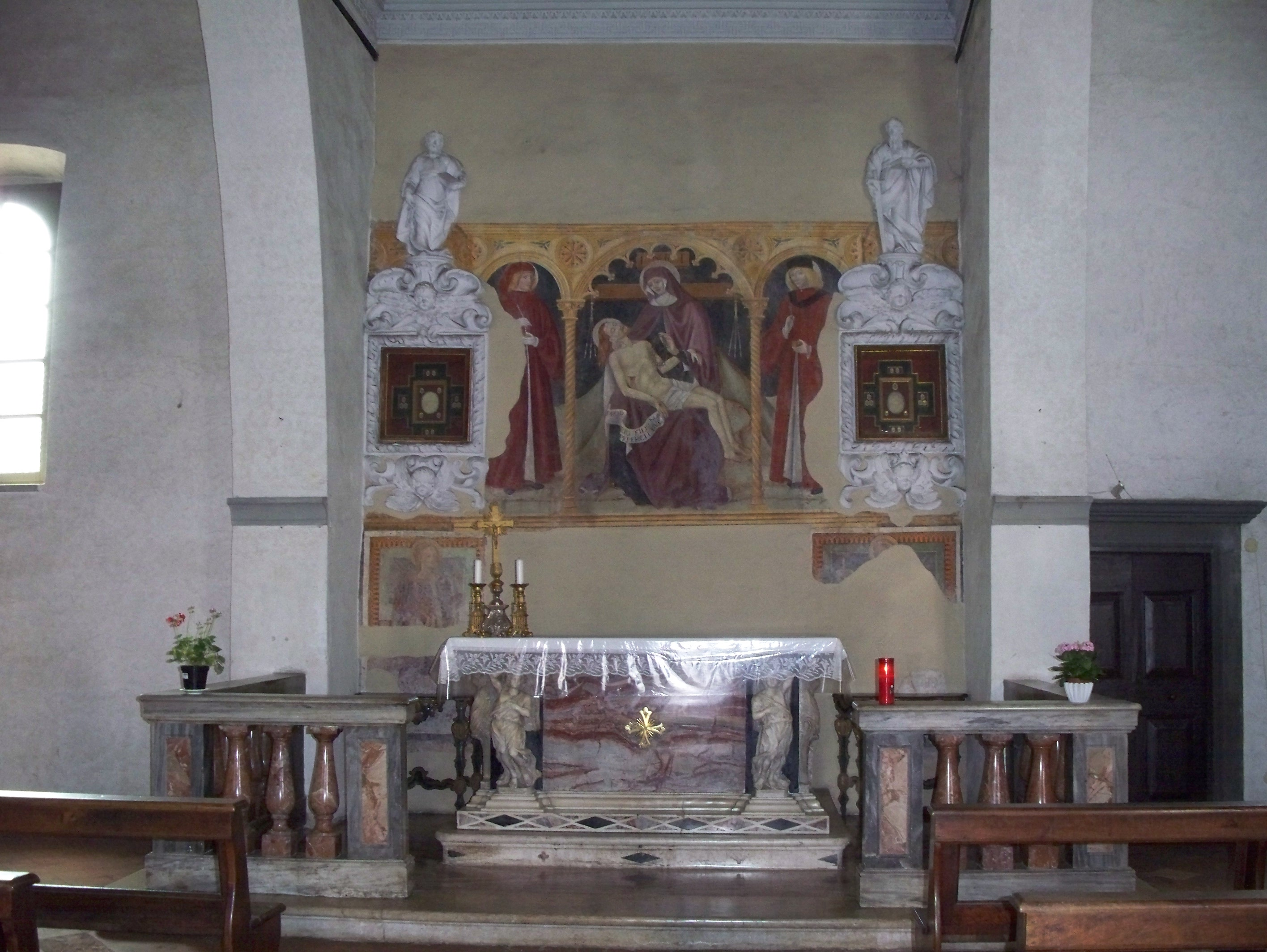
Altare maggiore - Pietà con santi Cosma e Damiano

## Descrizione

### Esterno
L'edificio di culto è posto nella parte più antica di Sarnico e l'ampio sagrato anticipa la parte laterale della chiesa dove è posto l'ingresso principale del 1724 completo di paraste e architrave in pietra arenaria coronato dal fregio modanato. Laterali due grandi finestre ricurve complete di inferriata atte a illuminare l'aula.

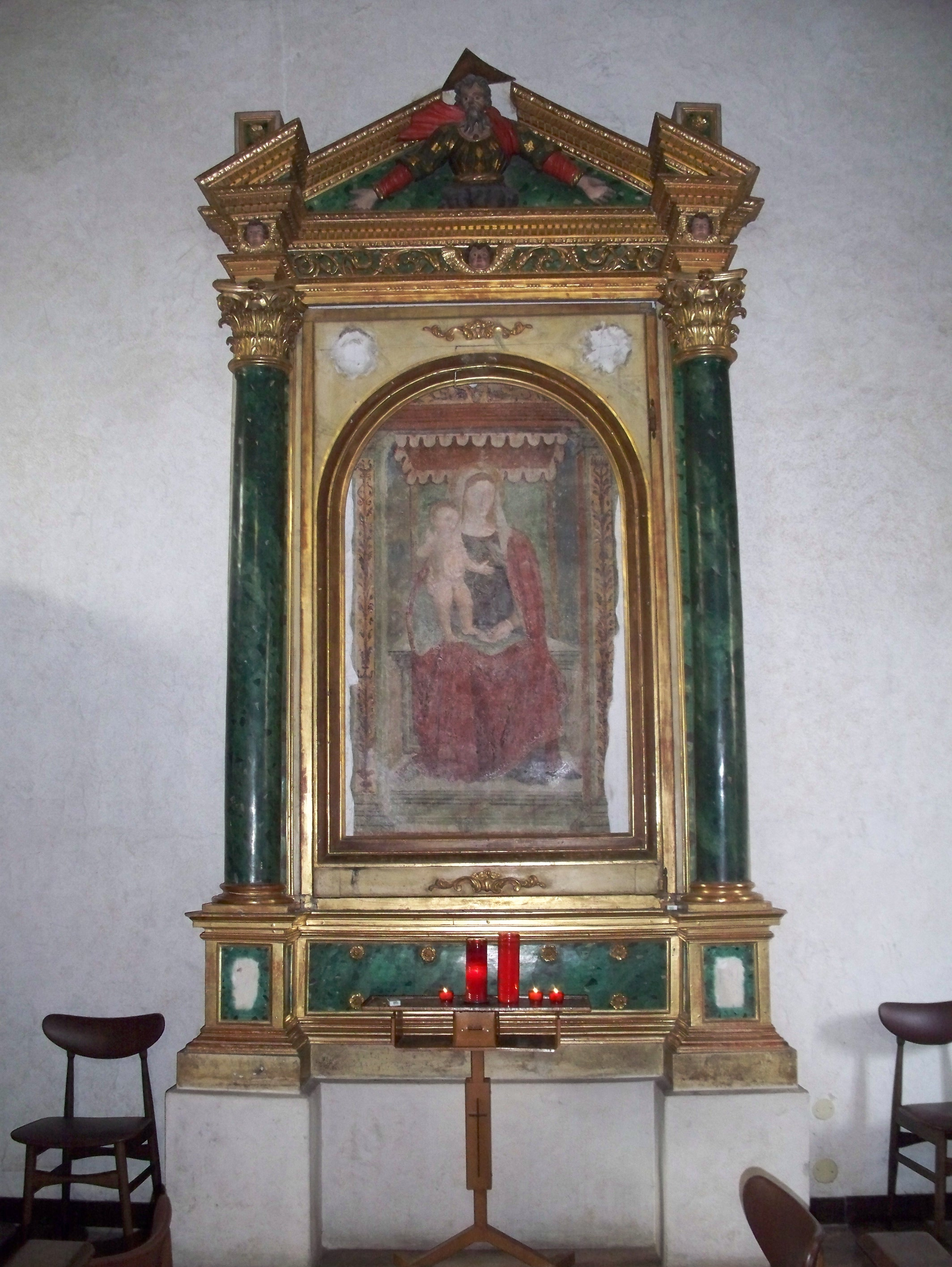
Madonna col Bambino

### Interno
L'interno a unica navata, si presenta a pianta rettangolare ma disposta trasversalmente, con le pareti laterali di misura inferiore a quelle frontali e della controfacciata.  L'aula è divisa da due grandi arconi a sesto auto in tre campate con la copertura lignea.
L'altare maggiore conserva il dipinto di autore ignoto di tardo Quattrocento di ottima fattura raffigurante la Pietà con santi Cosma e Damiano. Il dipinto è inserito in una finta struttura lignea come se fosse un trittico. Fu sicuramente visto da san Carlo Borromeo durante la sua visita del 1575, nei fascicoli risulta infatti indicato: “Oratorium Sancti Pauli” (con un solo altare) “cum aliquibus imaginibus loco anchone”. Le immagini laterali sono parzialmente coperte dai due reliquiari dedicati ai santi Cosma e Damiano, inseriti in una cornice in stucco coronata dalle due statue dei santi Pietro e Paolo poste nel 1638. L'affresco di cui non si conosce l'autore, si presenta di ottima fattura di scuola nordica. Lateralmente vi è il dipinto raffigurante la Madonna col Bambino inserita nella cornice lignea forse disegnata da Vincenzo Busti nel XIX secolo, anche se la presenza di Dio posta sulla parte superiore metterebbe in discussione questa informazione.
Lateralmente vi sono due ulteriori dipinti raffiguranti il santo titolare e san Pietro.